# توکانچه گینه‌ای
توکانچه گینه‌ای(نام علمی: Selenidera culik) نام یک گونه از سرده توکانچه‌های دورنگی است.